# Des Clarke
Desmond Kingsley "Des" Clarke es un personaje ficticio de la serie de televisión australiana Neighbours interpretado por el actor Paul Keane del 18 de marzo de 1985 hasta el 11 de octubre de 1990.